# Godefroid de Rhenen
Godefroid de Rhenen (mort le 27 mai 1178) (en néerl. Godfried van Rhenen) fut évêque d'Utrecht de 1156 à 1178.

## Biographie
En 1159, désigné avec le soutien de l'empereur Frédéric Ier, Godefroid fit face à un soulèvement des habitants d'Utrecht et de ses propres ministres à la suite de la dispute entre guelfes et gibelins, dans laquelle Godefroid avait décidé de soutenir le parti des Hohenstaufen. La rébellion est apaisée en 1160 en faveur de l'évêque. Il s'est alors concentré sur le renforcement de sa position dominante dans l'Oversticht (nl) (ou Sticht supérieur) et en Frise. En 1165, cela a conduit à un conflit avec le comte Florent III de Hollande, à propos d'un barrage sur le Rhin à Zwammerdam et dans lequel l'empereur a joué le rôle de médiateur. L'évêque Godefroid a également fait construire les fortifications de Vollenhove et de Montfoort.